# Wolfgang zu Castell-Rüdenhausen

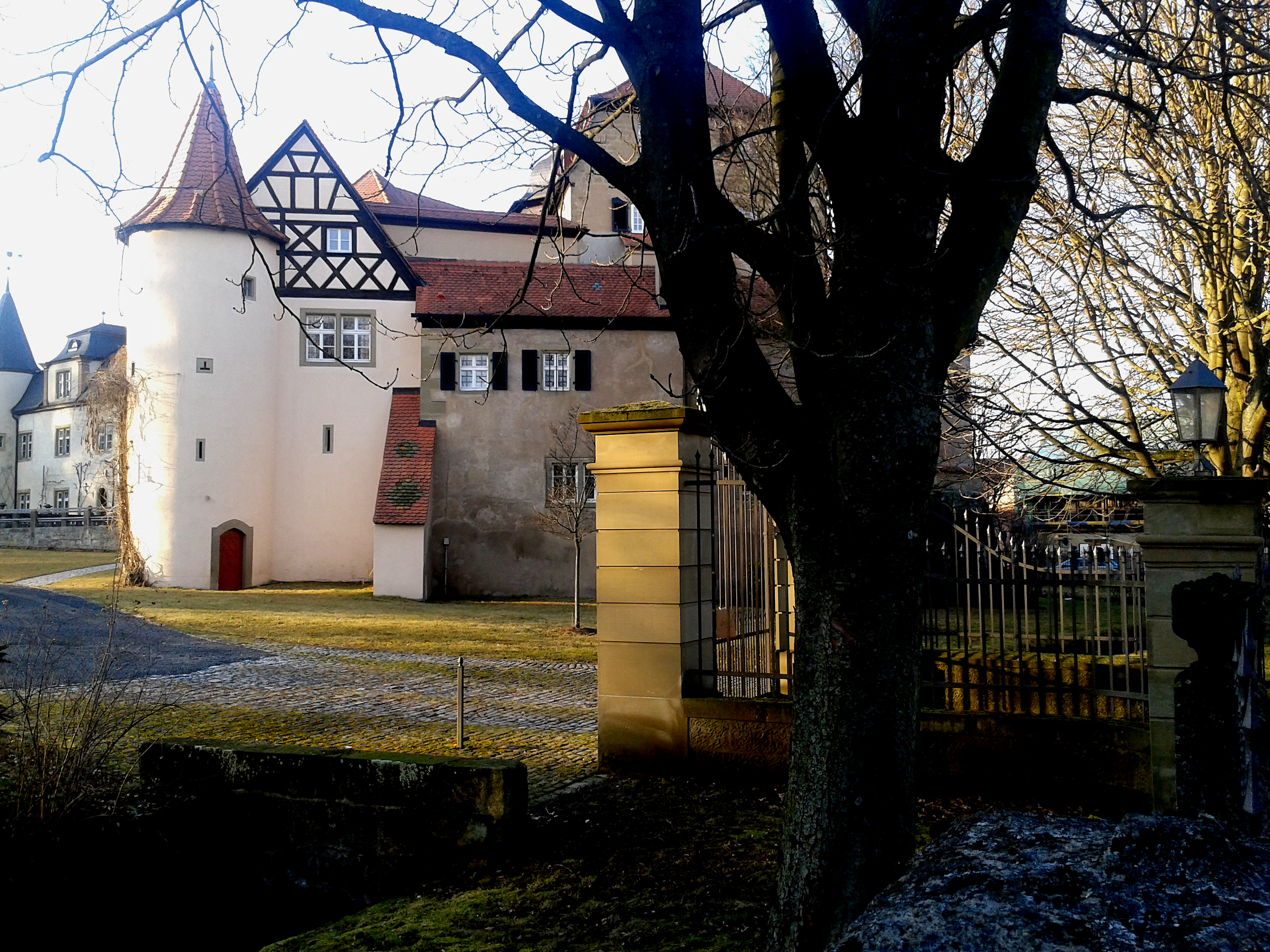
Schloss Rüdenhausen

Wolfgang August Christian Friedrich Carl Erwein Fürst zu Castell-Rüdenhausen (Rüdenhausen, 21 april 1830  − aldaar, 13 januari 1913) was hoofd van de linie Castell-Rüdenhausen en de 1e vorst van Castell-Rüdenhausen.

## Biografie
Castell-Rüdenhausen werd geboren als Graf zu Castell-Rüdenhausen, als zoon van Ludwig Franz Adolf Friedrich Carl Graf zu Castell-Rüdenhausen (1805-1849) en lid van het geslacht Castell. Hij volgde in 1850 zijn grootvader Christian Friedrich Graf zu Castell-Rüdenhausen  (1772–1850) op als hoofd van de linie Castell-Rüdenhausen. Hij trouwde in 1859 met Emma Prinzessin zu Ysenburg und Büdingen in Büdingen (1841-1926), lid van het geslacht Isenburg. Op 7 maart 1901 werd hij verheven in de Beierse Vorstenstand met het predicaat Doorluchtigheid, dit alles overgaande bij recht van eerstgeboorte. Op 25 mei 1901 volgde zijn opname in de Beierse Vorstenklasse. Hij was erfelijk rijksraad van Beieren en koninklijk Beiers 1e luitenant à la suite. Daarnaast was hij ridder in de Johanniterorde.
Na zijn overlijden volgde zijn zoon Casimir zu Castell-Rüdenhausen hem op als hoofd van de linie en Fürst zu Castell-Rüdenhausen.
Hij en zijn familie bewoonden het stamslot van deze linie van het geslacht, Schloss Rüdenhausen.